# Calybites lepidella
Calybites lepidella là một loài bướm đêm thuộc họ Gracillariidae. Nó được tìm thấy ở New South Wales.
Ấu trùng ăn Glochidion ferdinandi. Chúng có thể ăn lá nơi chúng làm tổ.